# Poecilothrips
Poecilothrips är ett släkte av insekter som beskrevs av Jindřich Uzel 1895. Poecilothrips ingår i familjen rörtripsar.
Kladogram enligt Catalogue of Life och Dyntaxa:
| Poecilothrips | \| \| Poecilothrips albopictus \| \| \| \| \| \| Poecilothrips dens \| \| \| \| |
|               | \| \| Poecilothrips albopictus \| \| \| \| \| \| Poecilothrips dens \| \| \| \| |
|               | Poecilothrips albopictus                                                        |
|               |                                                                                 |
|               | Poecilothrips dens                                                              |
|               |                                                                                 |